# Кукулевский, Александр Юрьевич
Александр Юрьевич Кукулевский (28 октября 1873, Киев — 11 января 1963, Лос-Анджелес, Соединенные Штаты Америки) — протопресвитер Православной Церкви в Америке,профессор Свято-Владимирской духовной семинарии, член Поместного Собора 1917 года.

## Биография
Окончил Киевскую духовную семинарию (1894).
Псаломщик и регент в храме равноапостольных Константина и Елены в Галвестоне американского штата Техас (1898), в Бриджпорте, затем в Аллегени штата Пенсильвания (1901) и Свято-Троицком кафедральном соборе в Сан-Франциско (1903).
Член Комиссии по образованию духовных семинарий в Америке (1903).
Преподаватель в Миннеаполисской духовной семинарии (1905).
Обвенчан с Валентиной Дмитриевной Моманской (1905), дети: Борис, Георгий и Николай.
Иерей в храме Приснодевы Марии в Миннеаполисе (1907), затем в храме города Филипсбург штата Пенсильвания (1909).
Настоятель Михайловского храма в Питтсбурге (1910).
Настоятель Свято-Троицкого храма в Чикаго, окружной благочинный, член руководства Лиги русских священников (1913).
В 1917—1918 годах член Поместного Собора Православной Российской Церкви по избранию как клирик от Северо-Американской епархии, участвовал в 1–2-й сессиях, член V, IX отделов.
В марте 1918 года покинул Москву, в августе через Сибирь и Японию вернулся в Чикаго.
Протоиерей, с 1919 года служил в Нью-Йорке, секретарь Русской православной миссии в Америке.
С 1921 года настоятель собора святого Феодосия Черниговского в Кливленде.
С 1925 года настоятель Петропавловского храма в Саут Ривере штата Нью-Джерси, затем служил в Бруклине и Бриджпорте штата Коннектикут.
Редактор ежемесячной газеты «Voice of the Church» («Голос Церкви»), советник при митрополите Феофиле (Пашковском), разработчик устава Православной Церкви в Америке, утверждённого на Всеамериканском совещании в 1937 году.
Протопресвитер, профессор пастырского богословия Свято-Владимирской духовной семинарии в Нью-Йорке.
В 1947—1957 годах настоятель Свято-Богородицкого собора в Лос-Анджелесе.

## Сочинения
- Наша Церковь в Америке и требования патриаршего престола. Н.-Й., 1945.
- Памяти блаженно почившего митрополита Феофила // Русская жизнь. 1951. 27 июня.
- From Moscow to Moscow // The orthodox vision. 1998. Vol. 3. № 3; 2001. Vol. 6. № 1.